# Astropecten gracilis
Astropecten gracilis är en sjöstjärneart som beskrevs av Gray 1840. Astropecten gracilis ingår i släktet Astropecten och familjen kamsjöstjärnor. Inga underarter finns listade i Catalogue of Life.